# Нанейшвили, Владимир Варденович
Владимир Варденович Нанейшвили (груз. ვლადიმერ ნანეიშვილი; 16 февраля (1 марта) 1903 года — 16 ноября 1978 года) — советский военачальник, Герой Советского Союза (1940), генерал-лейтенант авиации (1944).

## Биография
Владимир Варденович Нанейшвили родился 16 февраля (1 марта) 1903 года на железнодорожной станции Риони линии Поти-Зестафони Закавказской железной дороги (ныне это в черте города Кутаиси). Грузин. После окончания школы работал инспектором в горфинотделе города Гори. В 1924 году окончил техникум. С 1924 года жил в Тбилиси, работал в организационном отделе Центрального кооперативного совета Грузинской ССР.
В Красной Армии с сентября 1925 года. В 1926 году окончил Ленинградскую военно-теоретическую школу ВВС РККА, в 1928 году — 1-ю военную авиационную школу лётчиков. По окончании направлен в Одессу на должность младшего лётчика 8-го отдельного авиаотряда ВВС Украинского военного округа. С февраля 1929 года проходил службу на Научно-испытательном зенитном полигоне Украинского ВО, расположенном в Евпатории: младший лётчик, старший лётчик, командир отряда. В начале 1931 года переведён в Киев на должность командира звена 50-й штурмовой авиаэскадрильи. С декабря 1933 года — командир 18-й лёгкой штурмовой авиаэскадрильи в Киеве. В 1934 году вместе с эскадрильей переведён на Дальний Восток в состав ВВС ОКДВА. С ноября 1937 года — на учёбе. В ноябре 1938 года по окончании Липецких авиационных курсов усовершенствования ВВС РККА назначен помощником командира 68-й лёгкой бомбардировочной авиационной бригады Ленинградского военного округа (г. Красногвардейск). С февраля 1939 года — командир 71-й скоростной ближнебомбардировочной авиабригады ВВС ЛВО (пос. Сиверский).
Во главе этой бригады с декабря 1939 года сражался на фронте советско-финской войны 1939—1940 гг. В январе 1940 года на фронте назначен командиром 18-й скоростной авиационной бомбардировочной бригады ВВС 7-й армии Северо-Западного фронта. Грамотно и твёрдо руководил боевыми действиями бригады, сам неоднократно вылетал на бомбардировку линии Маннергейма. За время войны лётчики бригады на самолётах СБ совершили 1312 боевых вылетов и нанесли противнику большой урон. За умелое руководство бригадой и личное мужество и героизм, проявленные в боях, указом Президиума Верховного Совета СССР от 21 марта 1940 года полковнику Нанейшвили Владимиру Варденовичу присвоено звание Героя Советского Союза. Героями Советского Союза стали и 13 его подчинённых: старшина Ф. Я. Аккуратов, капитан И. П. Власов, капитан М. М. Воронков, капитан Ю. Н. Горбко, младший лейтенант Н. А. Зинченко, старший политрук В. В. Койнаш, лейтенант Б. А. Корнилов, батальонный комиссар А. Н. Костылев, капитан М. И. Мартынов, младший командир А. М. Салов, майор В. В. Смирнов, старший лейтенант В. А. Хорошилов, капитан В. В. Шаров.
В апреле 1940 года назначен командиром 45-й авиационной бригады (Тбилиси), в августе 1940 — командиром 25-й смешанной авиационной дивизии ВВС Закавказского военного округа, дислоцировавшейся в Кутаиси. Комбриг (26.04.1940). Генерал-майор авиации (4.06.1940).
В начале Великой Отечественной войны, в конце июля 1941 года В. В. Нанейшвили назначен командующим ВВС 47-й армии, в сентябре — командующим ВВС 46-й армии. Участвовал в операции по вводу советских войск в Иран в 1941 году. С декабря 1941 года — командующий ВВС 44-й армии. В декабре 1941 — январе 1942 года лётчики 44-й армии участвовали в Керченско-Феодосийской десантной операции, а затем в боевых действиях Крымского фронта. С мая по сентябрь 1942 года — командир 238-й штурмовой авиационной дивизии 5-й воздушной армии Северо-Кавказского фронта.
В сентябре 1942 года назначен заместителем командующего 8-й воздушной армией, а в декабре 1942 года — заместителем командующего 2-й воздушной армией. Принимал участие в битве за Кавказ, в Сталинградской битве и Курской битве. В ходе Белгородской операции попал под бомбовый удар немецких самолётов и был ранен.
После излечения, в апреле 1944 года назначен командиром 8-го штурмового авиационного корпуса, входившего в состав 2-й воздушной армии 1-го Украинского фронта. За отличие в боях по освобождению Львова корпус получил почётное наименование «Львовский». В январе 1945 года ещё раз был ранен (сбит немецким истребителем при вылете в войска, самолёт упал на нейтральную полосу, генерал Нанейшвили при попытке донести раненного лётчика до советских траншей ранен при разрыве снаряда и спасен высланной разведгруппой). До конца апреля находился в госпитале. 30 апреля вновь возглавил корпус и командовал им в Моравско-Остравской и Пражской операциях.
После войны продолжил командовать тем же авиационным корпусом. С августа 1946 года — командир 2-го смешанного авиационного корпуса в Прикарпатском военном округе (затем корпус переброшен в состав ВВС Дальнего Востока). В марте 1947 года направлен на учёбу. В 1949 году окончил Высшую военную академию имени К. Е. Ворошилова. С апреля 1949 года — помощник командующего по строевой части 48-й воздушной армии в Одесском военном округе. С июля 1950 по декабрь 1951 — командующий 34-й воздушной армией Закавказского военного округа. С октября 1952 года — начальник командного факультета Военно-воздушной академии. С декабря 1957 года в отставке по болезни.
После завершения службы в армии переехал в Тбилиси и работал в Гражданской авиации.
Владимир Варденович Нанейшвили скончался 16 ноября 1978 года. Похоронен на Сабурталинском кладбище в Тбилиси.

## Награды
- Медаль «Золотая Звезда» Героя Советского Союза № 247 (21.03.1940);
- два ордена Ленина (21.03.1940, 1950);
- три ордена Красного Знамени (1943, 1945, 1956);
- орден Богдана Хмельницкого 1-й степени (1944);
- орден Суворова 2-й степени (1944);
- 2 ордена Кутузова 2-й степени (1944, 1945);
- орден Отечественной войны 1-й степени (1943);
- орден Красной Звезды (1944);
- медали;
- иностранные ордена.

## Память

Именем Владимира Варденовича названы улицы в городах Тбилиси и Гори.
На доме, где он жил, на площади Марджанишвили в Тбилиси установлена мемориальная доска.